# Ceraclea polyacantha
Ceraclea polyacantha là một loài Trichoptera trong họ Leptoceridae. Chúng phân bố ở miền Cổ bắc.